# The Dreamer's Hotel
The Dreamer's Hotel è un singolo del gruppo musicale britannico Enter Shikari, pubblicato il 10 febbraio 2020 come primo estratto dal sesto album in studio Nothing Is True & Everything Is Possible.

## Descrizione
Parlando del significato del brano, il cantante Rou Reynolds ha detto:

## Video musicale
Il video del brano, diretto da Polygon, è stato pubblicato il 5 marzo 2020.

## Tracce
Testi di Rou Reynolds, musiche degli Enter Shikari.
Download digitale
1. The Dreamer's Hotel – 2:53

Download digitale – remix
1. The Dreamer's Hotel (Bob Vylan Remix) – 2:52

## Formazione
- Rou Reynolds – voce, tastiera, programmazione
- Rory Clewlow – chitarra, voce secondaria
- Chris Batten – basso, voce secondaria
- Rob Rolfe – batteria, percussioni, voce secondaria

## Classifiche
| Classifica (2020)          | Posizione massima |
| -------------------------- | ----------------- |
| Regno Unito (rock & metal) | 24                |